# Papel secante

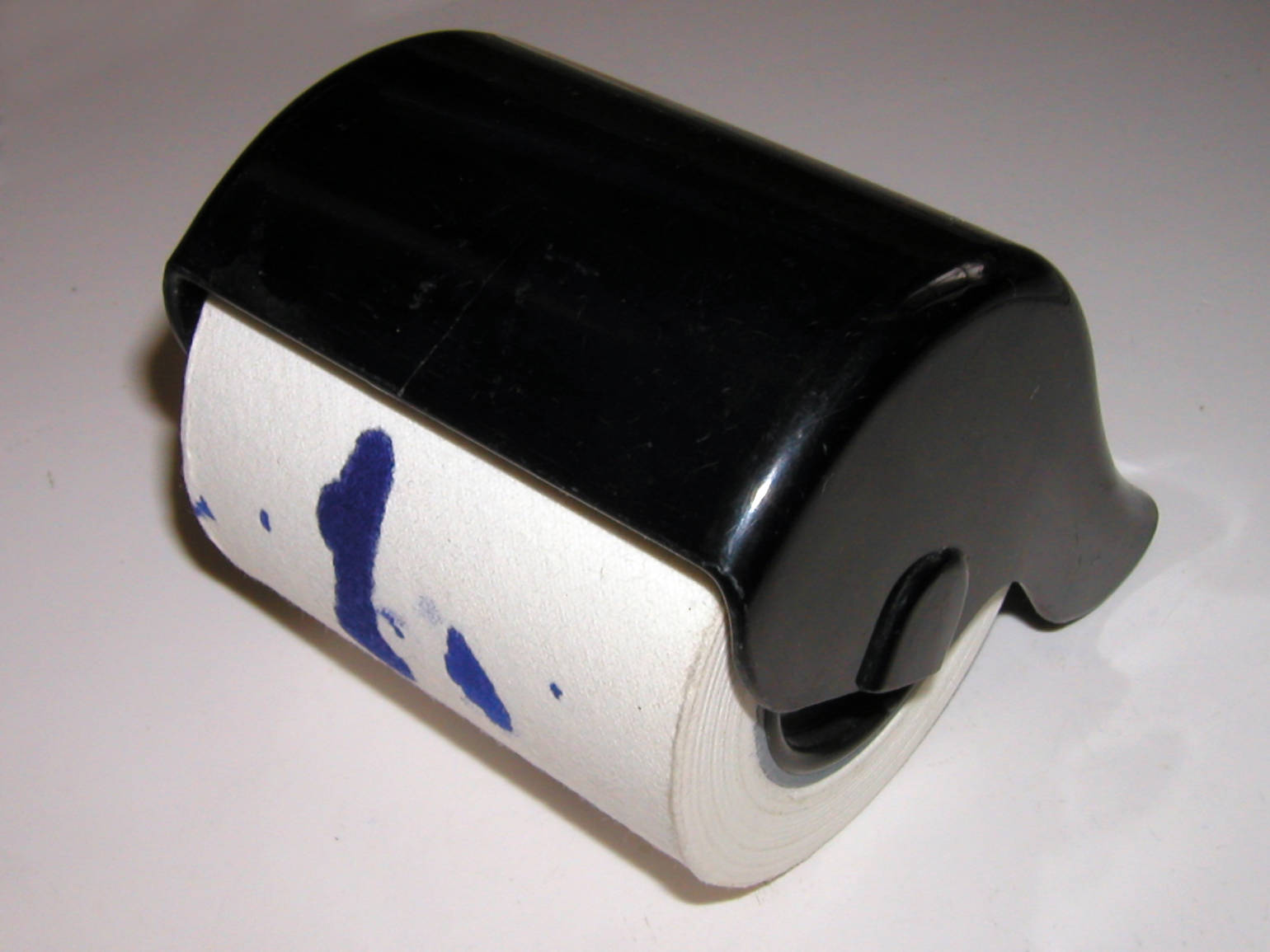
Papel secante en un rollo.

El papel secante, a veces llamado simplemente secante, es un tipo de papel muy absorbente o a veces otros tipos de material. Se utiliza para absorber un exceso de sustancias líquidas (por ejemplo, tinta o petróleo) de superficie del papel de escritura o de otros objetos. También se suele utilizar como una herramienta de belleza para absorber el exceso de aceite de la piel.

## Fabricación
El papel secante se fabrica con diferentes materiales de diferente espesor, suavidad, etc., dependiendo de la aplicación. Se hace a menudo a partir de algodón y fabricado con una máquina de papel especial.

## Aplicaciones

### Análisis químicos
El papel secante se utiliza para la cromatografía, especialmente en análisis químico como fase estacionaria en la cromatografía de capa fina. El papel está hecho de algodón "Supernet" .

### Drogas
Ciertos medicamentos, sobre todo la LSD, se distribuyen en papel secante. Una solución líquida de la droga se aplica al papel secante, que normalmente está perforado en dosis individuales y artísticamente decorado también conocido como arte de secante de LSD. El arte de secante de LSD son términos empleados para la obra de arte en cuanto el LSD se deja caer encima. La obra de arte se imprime sobre papel secante y después se perfora en forma de pequeños cuadraditos o sellos que pueden ser separados.

### Escritura
El papel secante es bastante necesario cuando se utiliza plumilla e, incluso cuando se utiliza pluma estilográfica, sustituyendo lo que se hacía antiguamente espolvoreando con la salvadera sobre la tinta húmeda. La primera mención del papel secante en el idioma inglés fue en el siglo XV, pero hay una tradición en Norfolk, Inglaterra que fue inventado por accidente en el Molí de Lyng en el río Wensum. Esto puede ser incorrecto, ya que fue exclusivamente una papelera hasta alrededor de 1830, aunque está referenciado que se hacía papel antes de esta época, ya que era conocido como el molino de Mr. Hamerton y hay muchos textos que la describen como una las fábrica de papel en el siglo XVIII. Sin embargo, el proceso de fabricación de papel secante en grandes cantidades (no a mano) puede ser sí se inició en Lyng.
Muchos fabricantes de tintas y plumillas usaron el papel secante como soporte para su publicidad impresa, algunas empresas crearon más de 300 anuncios a lo largo de cuarenta años, otras empresas como tenían secantes de gran tamaño con publicidad impresa y algunas otras se asociaron con cartelistas de renombre para crear sus diseños. 

## Trama detectivesca
Cuando se utiliza para secar la tinta de escritos, la escritura puede aparecer en sentido inverso sobre la superficie del papel secante, un fenómeno que ha sido utilizado como trama en un número no despreciable de historias de detectives.